# Junonia coenia
Junonia coenia (Hübner, [1822]) è un lepidottero appartenente alla famiglia Nymphalidae, diffuso in America Settentrionale e Centrale.

## Descrizione

### Adulto

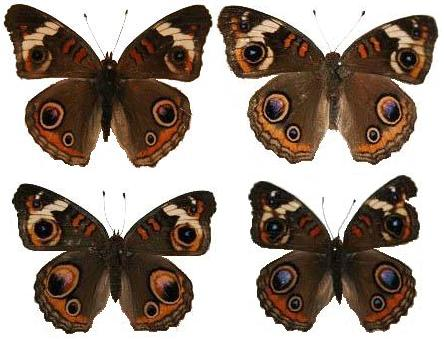
La specie mostra una spiccata variabilità di forme e tonalità

La colorazione di base è marrone, con tonalità che possono andare dal rosso-brunastro fino al grigio carico; la specie si contraddistingue infatti per una rilevante variabilità nella forma e nella colorazione delle macchie delle ali.

Nella pagina superiore dell'ala anteriore è presente , in prossimità del tornus, una vistosa macchia ocellata scura, bordata di marrone, con una lieve campitura azzurra al centro. Si può inoltre notare, anche se non sempre è chiaramente visibile, una seconda macchia ocellata più piccola, sita in posizione subapicale, di colorazione affine alla precedente. La biologia evolutiva attribuisce alla forma di tali macchie la probabile funzione di spaventare o distrarre i predatori, soprattutto gli uccelli giovani, imitando per esempio il capo di un gufo o una civetta. In prossimità del terzo prossimale del margine costale, si possono osservare due piccole bande trasversali arancioni, bordate di nero, mentre un'ampia fascia chiara corre diagonalmente dal terzo distale della costa fino a circa metà del termen. La pagina inferiore riprende grosso modo i motivi di quella superiore, seppure con tonalità lievemente meno vivaci.

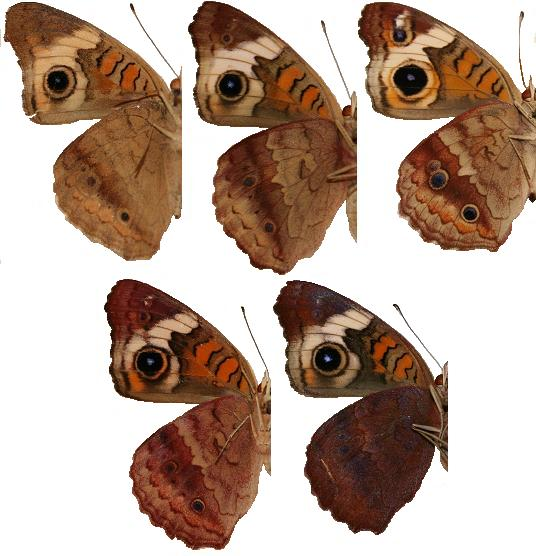
Variabilità cromatica della pagina inferiore delle ali di Junonia coenia

Nell'ala posteriore si evidenziano altre due macchie ocellate, site nella zona postdiscoidale: una anteriore, più grande ed articolata, ha doppia bordatura gialla e nera, ed è campita di violetto e nero; l'altra, più piccola e posteriore, è situata in prossimità dell'angolo anale, e si mostra quasi completamente nera, con doppia bordatura gialla e nera. L'area submarginale rivela una fascia irregolare arancione, ed il termen risulta lievemente dentellato. La pagina inferiore assume un colore bruno o bruno-rossiccio nella stagione umida, e rosso-rosato in quella secca.

Le antenne sono clavate, ed hanno una lunghezza pari a circa la metà della costa.

Il torace e l'addome variano tra il rossiccio ed il grigio-brunastro, con tonalità lievemente più scure rispetto a quelle delle ali.

Le zampe anteriori sono fortemente ridotte, ed inutili ai fini della locomozione.

L'apertura alare varia tra 42 e 70 mm.

### Uovo
Le uova sono sferoidali, e vengono deposte singolarmente presso i meristemi o sulla pagina inferiore delle foglie della pianta ospite.

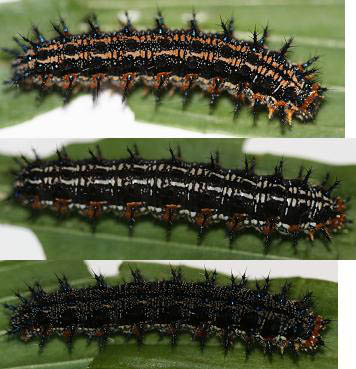
Possibili colorazioni della larva di Junonia coenia

### Larva
Il bruco ha, così come lo stadio adulto, una marcata variabilità cromatica; di regola appare scuro, con bande longitudinali biancastre lungo la linea spiracolare. Sul dorso si possono notare due linee longitudinali bianche o arancioni, interrotte ad ogni segmento. Sono ben visibili diverse file di tubercoli, azzurri dorsalmente ed arancioni latero-ventralmente, ciascuno dei quali è provvisto di setole primarie e secondarie. Il capo è prevalentemente arancione, con zampe nerastre e pseudozampe più chiare. Queste larve sono di regola solitarie e, nella parte meridionale dell'areale, possono rappresentare la forma di resistenza con cui la specie supera l'inverno.

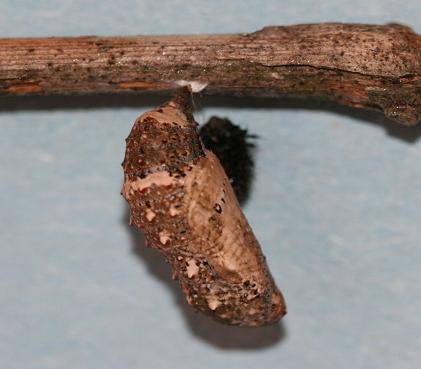
Crisalide di Junonia coenia

### Pupa
La crisalide è di colorazione marroncina, con parti più scure e punteggiate di nero; si rinviene sospesa ad un robusto cremaster.

L'ecozona neartica

## Distribuzione e habitat
L'areale della specie si estende a cavallo tra l'Ecozona neartica e quella neotropicale, comprendendo le Bermuda (locus typicus della sottospecie J. c. bergi), il Canada meridionale (Manitoba, Nuova Scozia, Ontario, Québec), la Colombia, Cuba, il Messico, gli Stati Uniti (ad eccezione del nord-ovest).
L'habitat è rappresentato da zone aperte con vegetazione bassa e un terreno non lavorato.

## Biologia

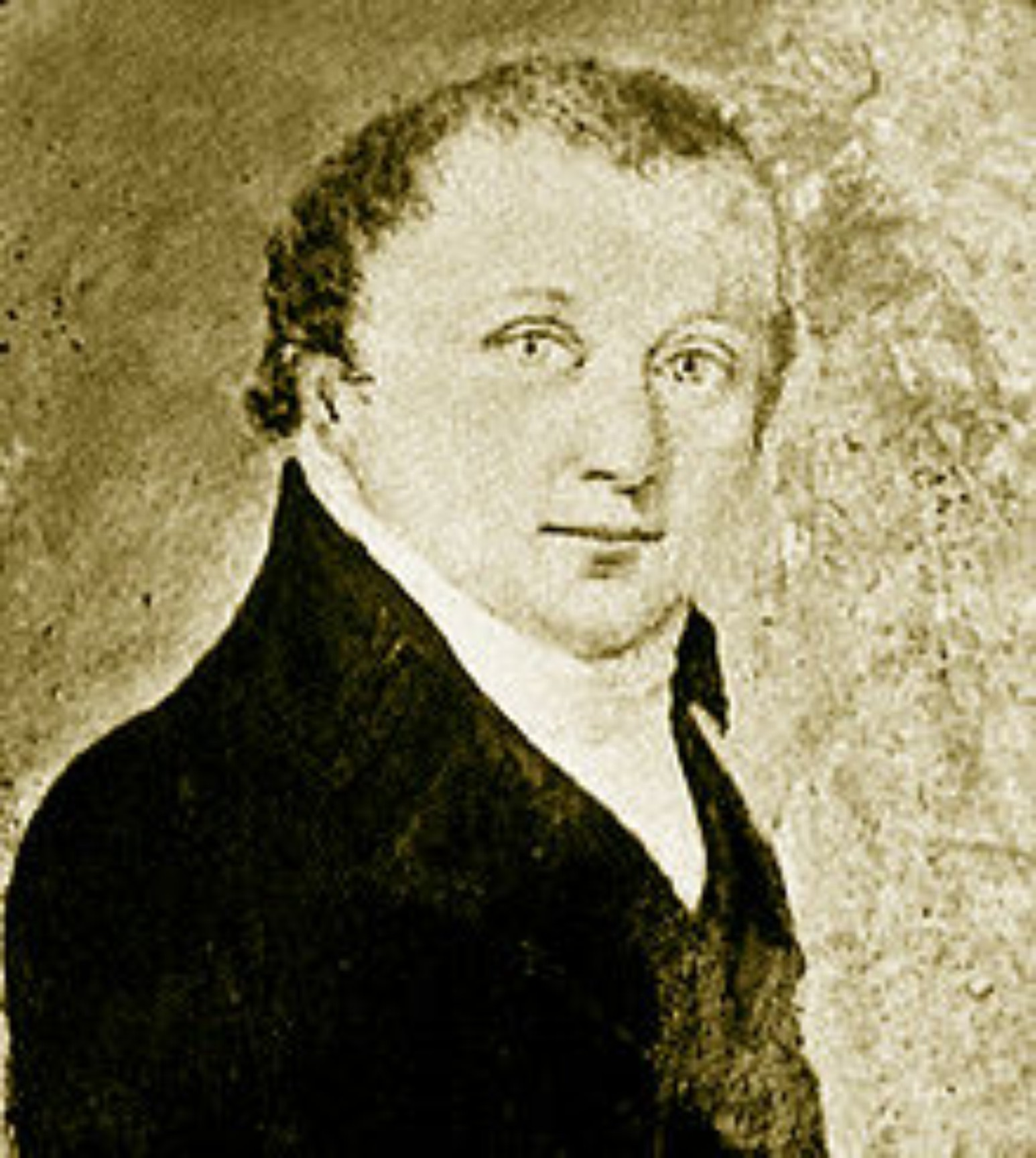
L'entomologo tedesco Jacob Hübner, che per primo descrisse la specie nel 1822, in un ritratto del 1790 circa

Questa specie è stata impiegata come organismo modello in studi di biologia evolutiva dello sviluppo.

### Periodo di volo
La specie è bi- o trivoltina, con voli da maggio ad ottobre nella parte settentrionale dell'areale, mentre nella fascia tropicale gli adulti sono rinvenibili tutto l'anno.

### Alimentazione

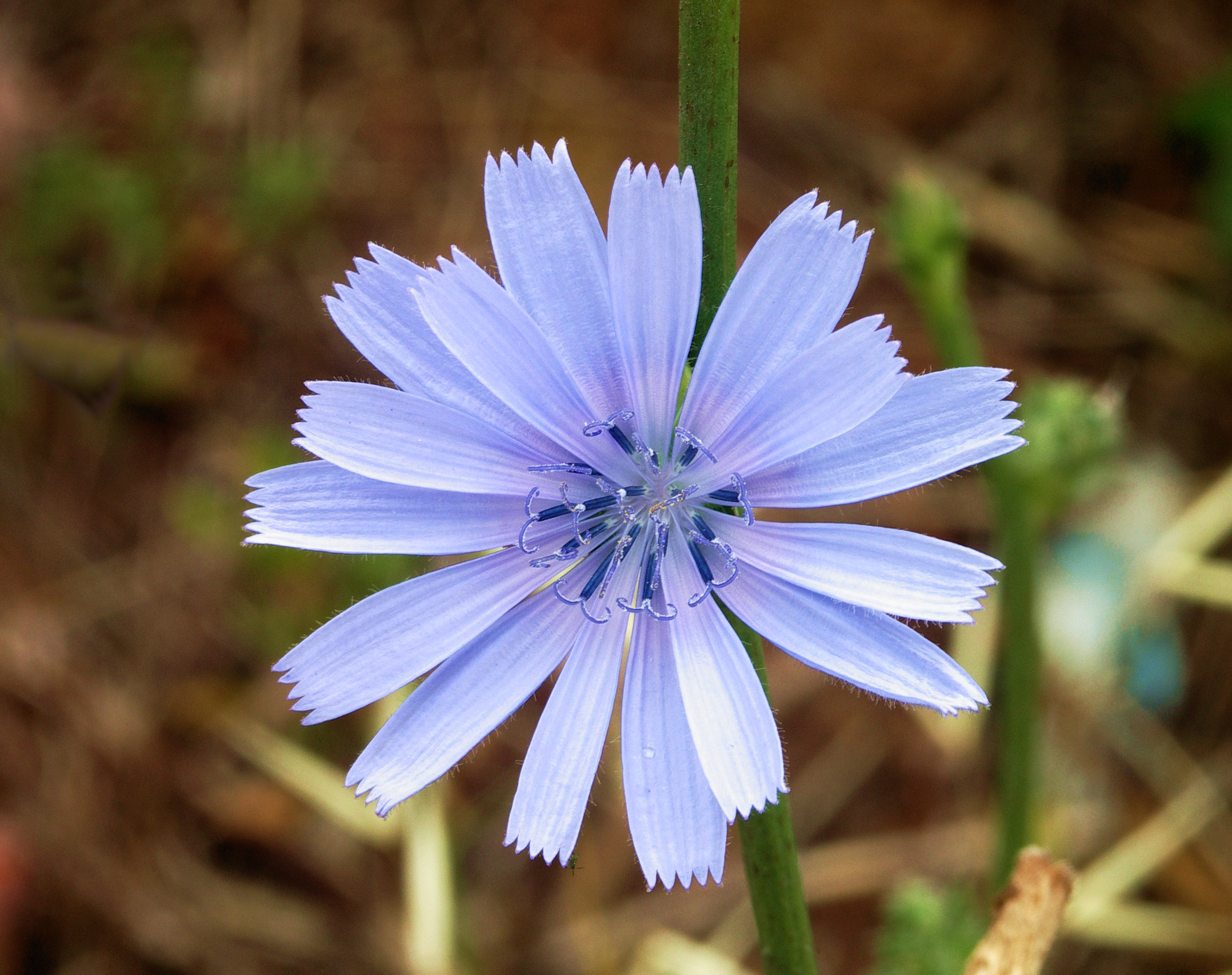
Fiore di cicoria (Cichorium intybus).

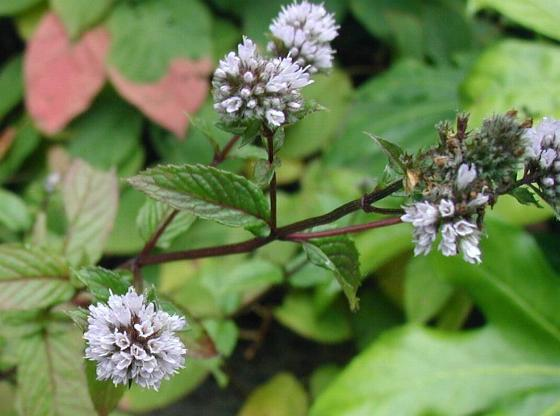
Menta piperita (Mentha piperita)

Gli adulti si alimentano suggendo il nettare dai fiori di specie appartenenti a varie famiglie, tra cui:
- Apocynum spp. L. (Apocynaceae)
- Aster spp. L. (Asteraceae)
- Bidens spp. L. (Asteraceae)
- Centaurea spp. L. (Asteraceae)
- Cichorium intybus L. (cicoria comune, Asteraceae)
- Grindella spp. Willd. (Asteraceae)
- Mentha piperita L. (menta piperita, Lamiaceae)

I bruchi si accrescono su essenze appartenenti alle famiglie Acanthaceae, Crassulaceae, Plantaginaceae, Scrophulariaceae e Verbenaceae tra cui:
- Antirrhinum L. (Plantaginaceae)
- Linaria Mill. (Plantaginaceae)
- Plantago L. (Plantaginaceae)
- Ruellia nudiflora (Engelm. & A.Gray) Urb. (Acanthaceae)

## Tassonomia

### Sottospecie
Allo stato attuale vengono riconosciute due sottospecie:
- Junonia coenia coenia Hübner, 1822 - Samml. exot. Schmett. 2 : pl. 32 - Locus typicus: non definito[1]
- Junonia coenia bergi Avinoff, 1926 - Ann. Carnegie Mus. 16(3/4): 366, pl. 32 - Locus typicus: St. George, Bermude[9]

### Sinonimi
Sono stati riportati sette sinonimi:
- Junonia coenia ab. schraderi Gunder, 1925 - Ent. News 36: 199 - Locus typicus: California (sinonimo eterotipico)
- Junonia coenia f. hiem. rosa Whittaker & Stallings, 1944 - Ent. News. 55: 91 (forma invernale) - Locus typicus: Kansas (sinonimo eterotipico)
- Junonia coenia tr. f. wilhelmi Gunder, 1927 - Ent. News. 38: 134 - Locus typicus: California (sinonimo eterotipico)[11]
- Junonia coenia grisea Austin & J.F. Emmel, 1998 - Syst. W. N. Am. Butts. (42): 512, figs. 51 - Locus typicus: California: Los Angeles County; South Pasadena, quota 198 m (sinonimo eterotipico)
- Junonia coenia weidenhammeri Polacek, 1925 - Bull. Maryland Acad. Sci. Baltimore 6 (3): 10 - Locus typicus: Maryland (sinonimo eterotipico)
- Papilio quinatzin Arias, 1968 (nom. nud.) (sinonimo eterotipico)
- Precis coena [sic] f. rubrosuffusa Field, 1936 - J. Ent. Zool. 28: 23 - Locus typicus: Kansas (sinonimo eterotipico)